# Violetto di bromocresolo
Il violetto di bromocresòlo (o 5',5"-dibromo-o-cresolsolfonftaleina) è un indicatore con intervallo di viraggio a pH 5,2-6,8; la forma acida è colorata in giallo mentre quella basica è violetta.
A temperatura ambiente si presenta come un solido violetto dall'odore caratteristico.